# Ruder-Weltmeisterschaften 1986
Die Ruder-Weltmeisterschaften 1986 wurden auf der Regattastrecke des Wassersportzentrums Holme Pierrepont in Nottingham, England unter dem Regelwerk des Weltruderverbandes (FISA) ausgetragen. In 21 Bootsklassen wurden dabei Ruder-Weltmeister ermittelt. Die Finals fanden am 23. und 24. August 1986 statt.

## Ergebnisse
Hier sind die Medaillengewinner aus den A-Finals aufgelistet. Diese waren mit sechs Booten besetzt, die sich über Vor- und Hoffnungsläufe sowie Halbfinals für das Finale qualifizieren mussten. Die Streckenlänge betrug in allen Läufen 2000 Meter.

### Männer
| Bootsklasse                                  | Gold | Gold    | Silber | Silber  | Bronze | Bronze  |
| -------------------------------------------- | --- | ------- | --- | ------- | --- | ------- |
| Einer (M1x)                                  | BR Deutschland Peter-Michael Kolbe | 6:54,90 | Finnland Pertti Karppinen | 6:58,90 | Sowjetunion Wassili Jakuscha | 7:00,13 |
| Leichtgewichts-Einer (LM1x)                  | Australien Peter Antonie | 7:18,10 | Dänemark Bjarne Eltang | 7:18,12 | Vereinigte Staaten Glenn Florio | 7:20,87 |
| Doppelzweier (M2x)                           | Italien Alberto Belgeri Igor Pescialli | 6:11,33 | Bulgarien Tschawdar Radew Dimitar Kamburski | 6:32,22 | Deutsche Demokratische Republik Andreas Hajek Uwe Heppner                                                                                                | 6:33,64 |
| Leichtgewichts-Doppelzweier (LM2x)           | Vereinigtes Königreich Carl Smith Allan Whitwell | 6:41,73 | Frankreich Luc Crispon Thierry Renault | 6:44,76 | Kanada Rob Haag Cam Harvey | 6:45,46 |
| Doppelvierer (M4x)                           | Sowjetunion Walerij Dossenko Sergei Kinjakin Michail Iwanow Igor Kotko                                                                              | 5:47,41 | Polen Waldemar Wojda Mirosław Mruk Sławomir Cieślakowski Andżej Kżepiński                                                                                                   | 5:49,51 | Kanada Doug Hamilton Robert Mills Paul Douma Melvin LaForme                                                                                              | 5:50,52 |
| Zweier ohne Steuermann (M2-)                 | Sowjetunion Juri Pimenow Nikolai Pimenow | 6:42,37 | Italien Marco Romano Pasquale Aiese | 6:44,52 | Deutsche Demokratische Republik Dirk Rendant Mario Kliesch                                                                                               | 6:44,70 |
| Zweier mit Steuermann (M2+)                  | Vereinigtes Königreich Andrew Holmes Steven Redgrave Patrick Sweeney (Stm.)                                                                         | 6:51,66 | Italien Carmine Abbagnale Giuseppe Abbagnale Giuseppe Di Capua (Stm.) | 6:52,90 | Deutsche Demokratische Republik Thomas Greiner Olaf Förster Udo Kühn (Stm.)                                                                              | 6:54,58 |
| Vierer ohne Steuermann (M4-)                 | Vereinigte Staaten Ted Swinford Daniel Lyons John Riley Robert Espeseth                                                                             | 6:03,53 | BR Deutschland Norbert Keßlau Volker Grabow Jörg Puttlitz Guido Grabow | 6:03,63 | Deutsche Demokratische Republik Jörg Timmermann Jens Luedecke Ralf Brudel Thomas-Robert Füting                                                           | 6:06,25 |
| Leichtgewichts-Vierer ohne Steuermann (LM4-) | Italien Franco Pantano Dario Longhin Nerio Gainotti Mauro Torta                                                                                     | 6:18,26 | Vereinigtes Königreich Christopher Bates Peter Haining Neil Staite Stuart Forbes                                                                                            | 6:20,79 | Spanien Fernando Molina Castillo José María de Marco Pérez Carlos Muniesa Ferrero Alberto Molina Castillo                                                | 6:21,68 |
| Vierer mit Steuermann (M4+)                  | Deutsche Demokratische Republik Frank Klawonn Bernd Eichwurzel Bernd Niesecke Karsten Schmeling Hendrik Reiher (Stm.)                               | 6:03,81 | Neuseeland Nigel Atherfold Bruce Holden Gregory Johnston Christopher White Andrew Bird (Stm.)                                                                               | 6:05,77 | Vereinigte Staaten Douglas Burden Chris Huntington Kurt Bausback John Walters Jonathan Fish (Stm.)                                                       | 6:08,58 |
| Achter (M8+)                                 | Australien James Galloway Malcolm Batten Andrew Cooper Mike McKay Mark Doyle James Tomkins Ion Popa Stephen Evans Dale Caterson (Stm.)              | 5:33,54 | Sowjetunion Weniamin But Jonas Pinskus Alexander Woloschin Mykola Komarow Pawlo Hurkowskyj Wiktor Diduk Wiktor Omeljanowytsch Zigmantas Gudauskas Hryhorij Dmytrenko (Stm.) | 5:37,61 | Vereinigte Staaten Jonathan Kissick John Smith Thomas Kiefer David Krmpotich John Terwilliger Edward Ives Kevin Still Andrew Sudduth Mark Zembsch (Stm.) | 5:38,20 |
| Leichtgewichts-Achter (LM8+)                 | Italien Maurizio Losi Michele Savoia Vittorio Torcellan Massimo Lana Stefano Spremberg Carlo Gaddi Andrea Re Fabrizio Ravasi Massimo Di Deco (Stm.) | 5:44,63 | BR Deutschland Thomas Güntermann Udo Hennig Detlef Glitsch Harald Galster Alwin Otten Frank Rogall Andreas Hobler Wolfgang Birkner Torsten Kreis (Stm.)                     | 5:46,58 | Dänemark Jørn Jørgensen Kim Hagsted Morten Espersen Leif Jacobsen Michael Sørensen Flemming Jensen Vagn Nielsen Bent Fransson Stephen Masters (Stm.)     | 5:50,05 |

### Frauen
| Bootsklasse                                  | Gold | Gold    | Silber | Silber    | Bronze | Bronze |
| -------------------------------------------- | --- | ------- | --- | --------- | --- | --- |
| Einer (W1x)                                  | Deutsche Demokratische Republik Jutta Hampe-Behrendt | 7:29,60 | Bulgarien Magdalena Georgiewa | 7:32,22   | Sowjetunion Antonina Machina | 7:35,08 |
| Leichtgewichts-Einer (LW1x)                  | Rumänien Maria Sava | 7:33,28 | Belgien Rita Defauw | 7:35,24   | Vereinigte Staaten Angela Herron | 7:37,11 |
| Doppelzweier (W2x)                           | Deutsche Demokratische Republik Sylvia Schwabe Beate Schramm | 6:57,71 | Rumänien Veronica Cochela Elisabeta Lipă | 7:00,96   | Neuseeland Robin Clarke Stephanie Foster | 7:03,35 |
| Leichtgewichts-Doppelzweier (LW2x)           | Vereinigte Staaten Christine Ernst Carey Sands-Marden | 7:17,13 | Vereinigtes Königreich Gillian Bond Carol Ann Wood Niederlande Karin Hommers Ellen Meliesie                                                                                           | 7:19,12 1 | Der Bronzerang wurde nicht vergeben, da zwei Mannschaften zeitgleich auf dem Silberrang gewertet wurden. Das nächstplatzierte Boot aus West-Deutschland wurde auf dem vierten Rang gewertet. | Der Bronzerang wurde nicht vergeben, da zwei Mannschaften zeitgleich auf dem Silberrang gewertet wurden. Das nächstplatzierte Boot aus West-Deutschland wurde auf dem vierten Rang gewertet. |
| Doppelvierer (W4x)                           | Deutsche Demokratische Republik Kerstin Pieloth Birgit Peter Kerstin Hinze Jana Sorgers                                                                              | 6:13,91 | Rumänien Anișoara Bălan Doina Ciucanu-Robu Anișoara Sorohan Maricica Țăran | 6:20,56   | Niederlande Marijke Zeekant Marjan Pentenga Nicolette Wessel Jos Compaan | 6:24,85 |
| Zweier ohne Steuerfrau (W2-)                 | Rumänien Rodica Arba Olga Homeghi | 7:12,20 | Sowjetunion Galina Stepanowa Marina Pegowa | 7:17,06   | Deutsche Demokratische Republik Kathrin Haacker Martina Walther | 7:18,84 |
| Leichtgewichts-Vierer ohne Steuerfrau (LW4-) | Vereinigte Staaten Carolyn Mehaffey Sandy Kendall Mandy Kowal Ann Martin                                                                                             | 6:53,92 | Vereinigtes Königreich Alexa Forbes Gillian Hodges Linda Clark Judith Burne | 6:56,36   | BR Deutschland Claudia Engels Ute Zobeley Sonja Petri Evelyn Herwegh | 6:56,64 |
| Vierer mit Steuerfrau (W4+)                  | Rumänien Doina Bălan Marioara Trașcă Chira Apostol Lucia Sauca Viorica Ioja (Stf.)                                                                                   | 6:43,86 | Deutsche Demokratische Republik Kerstin Spittler Beatrix Schröer Corinna Scheid Carola Lichey Sylvia Müller (Stf.)                                                                    | 6:48,46   | Kanada Jane Tregunno Jennifer Wallinga Christina Clarke Tricia Smith Lesley Thompson-Willie (Stf.)                                                                                           | 6:51,27 |
| Achter (W8+)                                 | Sowjetunion Olena Teroschyna Marina Suprun Sarija Sakirowa Olena Puchajewa Marina Snak Irina Teterina Lidija Awerjanowa Wida Zjesjunaite Waljanzina Chochlawa (Stf.) | 6:08,76 | Deutsche Demokratische Republik Gerlinde Doberschütz Anett Devantier Kathrin Dienstbier Ute Stange Anja Kluge Carola Hornig Annekathrin Fercho Ute Nötzel-Wild Daniela Neunast (Stf.) | 6:09,77   | Rumänien Mihaela Armășescu Camelia Diaconescu Carolina Matei Adriana Bazon Veronica Necula Livia Țicanu Florica Lavric Herta Anitaș Mariana Dorobantu (Stf.)                                 | 6:11,26 |

1 - Beide Mannschaften erreichten gleichzeitig das Ziel. Der Bronzerang wurde in der Folge nicht vergeben, die nächstplatzierte Mannschaft aus West-Deutschland wurde auf dem vierten Rang gewertet.

## Medaillenspiegel
| Platz | Land                            | Gold | Silber | Bronze | Gesamt |
| ----- | ------------------------------- | ---- | ------ | ------ | ------ |
| 1     | Deutsche Demokratische Republik | 4    | 2      | 5      | 11     |
| 2     | Sowjetunion                     | 3    | 2      | 2      | 7      |
| 3     | Rumänien                        | 3    | 2      | 1      | 6      |
| 4     | Italien                         | 3    | 2      |        | 5      |
| 5     | Vereinigte Staaten              | 3    |        | 4      | 7      |
| 6     | Vereinigtes Königreich          | 2    | 3      |        | 5      |
| 7     | Australien                      | 2    |        |        | 2      |
| 8     | BR Deutschland                  | 1    | 2      | 1      | 4      |
| 9     | Bulgarien                       |      | 2      |        | 2      |
| 10    | Dänemark                        |      | 1      | 1      | 2      |
| 10    | Neuseeland                      |      | 1      | 1      | 2      |
| 10    | Niederlande                     |      | 1      | 1      | 2      |
| 13    | Belgien                         |      | 1      |        | 1      |
| 13    | Finnland                        |      | 1      |        | 1      |
| 13    | Frankreich                      |      | 1      |        | 1      |
| 13    | Polen                           |      | 1      |        | 1      |
| 17    | Kanada                          |      |        | 3      | 3      |
| 18    | Spanien                         |      |        | 1      | 1      |
| Summe | Summe                           | 21   | 22     | 20     | 63     |